# Liga Departamental de Fútbol de La Libertad
La Liga Deportiva Departamental de Fútbol de La Libertad (cuyas siglas son LDDF-LL) es una de las 25 Ligas Departamentales de Fútbol del Perú y es la entidad rectora de las competiciones futbolísticas del Departamento de La Libertad.
Fue fundada oficialmente en 1976 pero anteriormente funcionaba como Consejo Departamental de Ligas. Su sede se encuentra ubicada en el Jr. El Ópalo 379 en la Urbanización Santa Inés en la ciudad de Trujillo. Su presidente actual es Alfredo Britto Mayer.
Forma parte del Sistema Nacional de la Copa Perú y clasifica a dos equipos para la Etapa Nacional de ese torneo. Anteriormente desde la primera edición de 1967 hasta la edición 2015 el equipo campeón (y eventualmente el subcampeón) clasificaba a la Etapa Regional.

## Historia
En enero de 1967 fue creado el Consejo Departamental de Ligas de La Libertad para organizar el campeonato de ese nivel en la recién creada Copa Perú. Las cinco ligas fundadoras fueron Chepén, Paiján, Pacasmayo, Chicama y Trujillo.
El 23 de octubre de 1976 fue creada oficialmente como Liga Deportiva Departamental de Futbol de La Libertad teniendo bajo su jurisdicción las Ligas Provinciales del departamento.

## Ligas Provinciales
La Liga Departamental administra a las nueve Ligas Provinciales del departamento que tiene participación en la Etapa Departamental de la Copa Perú.
- Liga Provincial de Ascope (Desde 1984)
- Liga Provincial de Chepén (Desde 1985)
- Liga Provincial de Otuzco y Julcán (Desde 1975)
- Liga Provincial de Pacasmayo (Desde 1975)
- Liga Provincial de Pataz
- Liga Provincial de Sánchez Carrión (Desde 1975)
- Liga Provincial de Santiago de Chuco (Desde 1975)
- Liga Provincial de Trujillo (Desde 1975)
- Liga Provincial de Virú (Desde 1995)

## Lista de campeones
| Año  | Campeón                                   | Ciudad                                    | Subcampeón                                | Ciudad                                    |
| ---- | ----------------------------------------- | ----------------------------------------- | ----------------------------------------- | ----------------------------------------- |
| 1966 | Sanjuanista                               | Trujillo                                  | Atlético Chalaco                          | Casa Grande                               |
| 1967 | Carlos A. Mannucci                        | Trujillo                                  | 7 de Junio                                | Casa Grande                               |
| 1968 | Alfonso Ugarte                            | Chiclín                                   | Alianza Guadalupe                         | Guadalupe                                 |
| 1969 | Defensor Casa Grande                      | Casa Grande                               | Rafael Químper                            | Paiján                                    |
| 1970 | Alfonso Ugarte                            | Chiclín                                   | Elías Aguirre                             | Cartavio                                  |
| 1971 | Alianza San Pedro                         | San Pedro de Lloc                         | Alfonso Ugarte                            | Chiclín                                   |
| 1972 | Atlético Trujillano                       | Trujillo                                  | Defensor Talambo                          | Chepén                                    |
| 1973 | Carlos A. Mannucci                        | Trujillo                                  | Atlético Chalaco                          | Casa Grande                               |
| 1974 | Cementos Pacasmayo                        | Pacasmayo                                 | Atlético Trujillano                       | Trujillo                                  |
| 1975 | Atlético Chalaco                          | Casa Grande                               | Alianza San José                          | San José                                  |
| 1976 | Alianza San José                          | San José                                  | Atlético Trujillano                       | Trujillo                                  |
| 1977 | Sanjuanista                               | Trujillo                                  | Atlético Municipal                        | Chepén                                    |
| 1978 | Sanjuanista                               | Trujillo                                  | Alfonso Ugarte                            | Chiclín                                   |
| 1979 | Sanjuanista                               | Trujillo                                  | Los Espartanos                            | Pacasmayo                                 |
| 1980 | Sanjuanista                               | Trujillo                                  | Sport Pilsen                              | Guadalupe                                 |
| 1981 | Sanjuanista                               | Trujillo                                  | Racing Club                               | Huamachuco                                |
| 1982 | Sport Pilsen                              | Guadalupe                                 | Carlos A. Mannucci                        | Trujillo                                  |
| 1983 | Los Espartanos                            | Pacasmayo                                 | Unión Laredo                              | Laredo                                    |
| 1984 | Libertad                                  | Trujillo                                  | Elías Aguirre                             | Cartavio                                  |
| 1985 | Libertad                                  | Trujillo                                  |                                           |                                           |
| 1986 | 15 de Septiembre                          | Trujillo                                  |                                           |                                           |
| 1987 | Victor Haya de La Torre                   | Trujillo                                  |                                           |                                           |
| 1988 | Morba                                     | La Esperanza                              | Alianza Huamachuco                        | Huamachuco                                |
| 1989 | Alfonso Ugarte                            | Chiclín                                   |                                           |                                           |
| 1990 | Alfonso Ugarte                            | Chiclín                                   |                                           |                                           |
| 1991 | Deportivo Halcones                        | El Porvenir                               |                                           |                                           |
| 1992 | Defensor Taller                           | Laredo                                    | Banco de la Nación                        | Huamachuco                                |
| 1993 | ISP José Faustino Sánchez Carrión         | Huamachuco                                |                                           |                                           |
| 1994 | Defensor Taller                           | Laredo                                    |                                           |                                           |
| 1995 | Deportivo Marsa                           | Tayabamba                                 | Alfonso Ugarte                            | Chiclín                                   |
| 1996 | Carlos A. Mannucci                        | Trujillo                                  | Minero Horizonte                          | Parcoy                                    |
| 1997 | Deportivo UPAO                            | Trujillo                                  |                                           |                                           |
| 1998 | Deportivo UPAO                            | Trujillo                                  | Deportivo Marsa                           | Tayabamba                                 |
| 1999 | Deportivo UPAO                            | Trujillo                                  | Deportivo Marsa                           | Tayabamba                                 |
| 2000 | Carlos A. Mannucci                        | Trujillo                                  |                                           |                                           |
| 2001 | Universidad César Vallejo                 | Trujillo                                  | ISP José Faustino Sánchez Carrión         | Huamachuco                                |
| 2002 | Universidad César Vallejo                 | Trujillo                                  | Los Halcones                              | Virú                                      |
| 2003 | Universidad César Vallejo                 | Trujillo                                  | Unión Comercio                            | Huamachuco                                |
| 2004 | Defensor Porvenir                         | Trujillo                                  | Sport Vallejo                             | Trujillo                                  |
| 2005 | Independiente Ramón Castilla              | Virú                                      | Alianza Huamachuco                        | Huamachuco                                |
| 2006 | Sport Vallejo                             | Trujillo                                  | Carlos A. Mannucci                        | Trujillo                                  |
| 2007 | Sport Vallejo                             | Trujillo                                  | Carlos A. Mannucci                        | Trujillo                                  |
| 2008 | Carlos A. Mannucci                        | Trujillo                                  | Defensor Porvenir                         | El Porvenir                               |
| 2009 | Universitario                             | Trujillo                                  | Carlos A. Mannucci                        | Trujillo                                  |
| 2010 | Carlos A. Mannucci                        | Trujillo                                  | Miguel Grau                               | Huamachuco                                |
| 2011 | Universitario                             | Trujillo                                  | Carlos A. Mannucci                        | Trujillo                                  |
| 2012 | Carlos A. Mannucci                        | Trujillo                                  | Juventud Bellavista                       | La Esperanza                              |
| 2013 | Deportivo Municipal                       | Huamachuco                                | Carlos A. Mannucci                        | Trujillo                                  |
| 2014 | Sport Chavelines Juniors                  | Pacasmayo                                 | Racing Club                               | Huamachuco                                |
| 2015 | Racing Club                               | Huamachuco                                | Real Sociedad                             | Chugay                                    |
| 2016 | Racing Club                               | Huamachuco                                | Sport Chavelines Juniors                  | Pacasmayo                                 |
| 2017 | Deportivo El Inca                         | Chao                                      | Alfonso Ugarte                            | Chiclín                                   |
| 2018 | Racing Club                               | Huamachuco                                | Deportivo El Inca                         | Chao                                      |
| 2019 | Sport Chavelines Juniors                  | Pacasmayo                                 | Deportivo Llacuabamba                     | Llacuabamba                               |
| 2020 | No se disputó por la Pandemia de COVID-19 | No se disputó por la Pandemia de COVID-19 | No se disputó por la Pandemia de COVID-19 | No se disputó por la Pandemia de COVID-19 |
| 2021 | No se disputó por la Pandemia de COVID-19 | No se disputó por la Pandemia de COVID-19 | No se disputó por la Pandemia de COVID-19 | No se disputó por la Pandemia de COVID-19 |
| 2022 | Real Sociedad                             | Chugay                                    | Atlético Verdún                           | Verdún                                    |
| 2023 | Defensor Porvenir                         | El Porvenir                               | Alfonso Ugarte                            | Chiclín                                   |
| 2024 | Juventus                                  | Huamachuco                                | Deportivo El Inca                         | Chao                                      |
| 2025 |                                           |                                           |                                           |                                           |

## Equipos con más títulos
| Equipo                        | Provincia       | Distrito   | Títulos | Subtítulos |
| ----------------------------- | --------------- | ---------- | ------- | ---------- |
| Carlos A. Mannucci            | Trujillo        | Trujillo   | 7       | 6          |
| Sanjuanista                   | Trujillo        | Trujillo   | 6       | 0          |
| Alfonso Ugarte de Chiclín (*) | Ascope          | Chicama    | 4       | 5          |
| Racing Club                   | Sánchez Carrión | Huamachuco | 3       | 2          |
| Deportivo UPAO                | Trujillo        | Trujillo   | 3       | 0          |
| Universidad César Vallejo     | Trujillo        | Trujillo   | 3       | 0          |

(*) Alfonso Ugarte tiene su sede en Chiclín (Provincia de Ascope) pero representa a la Liga de Trujillo.

## Títulos por provincia
| Provincia          | Títulos |
| ------------------ | ------- |
| 1. Trujillo        | 38 (*)  |
| 2. Pacasmayo       | 7       |
| 3. Sánchez Carrión | 7       |
| 4. Ascope          | 2       |
| 5. Virú            | 2       |
| 6. Pataz           | 1       |

(*) Se incluyen los títulos de Alfonso Ugarte que tiene su sede en Chiclín (Provincia de Ascope) pero representa a la Liga de Trujillo.